# Villa Copacabana
Cooperativa Central Villa Copacabana (auch kurz: Villa Copacabana) ist eine Ortschaft im Departamento Oruro im Hochland des südamerikanischen Anden-Staates Bolivien.

## Lage im Nahraum
Villa Copacabana ist zentraler Ort des Kanton Villa Copacabana im Municipio Corque in der Provinz Carangas. Die Ortschaft liegt auf einer Höhe von 3.747 m über dem Meeresspiegel am südlichen Ausläufer der Serranía de Huayllamarca, eines etwa 100 km langen Höhenrückens, der sich auf dem Altiplano in nordwestlich-südöstlicher Richtung erstreckt.

## Geographie
Villa Copacabana liegt im andinen Trockenklima des Altiplano, zwischen den Höhenzügen der Cordillera Oriental und der Cordillera Occidental. Das Klima der Region ist ein typisches Tageszeitenklima, bei dem die mittleren Temperaturen im Tagesverlauf stärker schwanken als im Jahresverlauf.
Die Jahresdurchschnittstemperatur liegt bei gut 7 °C (siehe Klimadiagramm Corque), die monatlichen Durchschnittswerte schwanken zwischen 3 °C im Juni/Juli und etwa 10 °C von Dezember bis Februar. Der mittlere Jahresniederschlag beträgt knapp 300 mm und fällt zu 80 Prozent in den Monaten Dezember bis März, der Rest des Jahres ist arid mit Monatswerten von weniger als 15 mm.

## Verkehrsnetz
Villa Copacabana liegt in einer Entfernung von 62 Straßenkilometern südwestlich von Oruro, der Hauptstadt des gleichnamigen Departamentos.
Von Oruro aus führt die unbefestigte Nationalstraße Ruta 12 in südwestlicher Richtung über Toledo nach Villa Copacabana und dann über Ancaravi und Huachacalla nach Pisiga Bolívar an der Grenze zu Chile.
In Villa Copacabana zweigt eine ebenfalls unbefestigte Landstraße nach Süden ab, die über Laca Laca Quita Quita nach Andamarca und weiter über Eduardo Avaroa nach Orinoca führt, dem Geburtsort des ersten indigenen Präsidenten Boliviens, Evo Morales, am Südrand des Poopó-Sees.

## Bevölkerung
Die Einwohnerzahl der Ortschaft war in den vergangenen beiden Jahren deutlichen Schwankungen unterworfen:
| Jahr | Einwohner | Quelle       |
| ---- | --------- | ------------ |
| 1992 | 122       | Volkszählung |
| 2001 | 307       | Volkszählung |
| 2012 | 227       | Volkszählung |
| 2024 |           | Volkszählung |

Die Region weist einen hohen Anteil an Aymara-Bevölkerung auf, im Municipio Corque sprechen 93,1 Prozent der Bevölkerung die Aymara-Sprache.